# Psilopeganum
Psilopeganum é um género botânico monotypic raro pertencente à família Rutaceae e endêmico das províncias de Chongqing, Hubei, Sichuan e Guizhou na China. Ele difere da maioria dos táxons Rutaceae pelo seu hábito herbáceo..